# Aimée & Jaguar
Aimée & Jaguar (bra Aimée e Jaguar) um filme alemão de 1999, do gênero drama bélico-romântico, dirigido e coescrito por Max Färberböck, inspirado na biografia de Lilly Wust escrita por Erica Fischer.

## Prêmios e indicações
| Prêmio/evento           | Categoria                    | Recipientes                     | Resultado |
| ----------------------- | ---------------------------- | ------------------------------- | --------- |
| Festival de Berlim 1999 | Melhor atriz (Urso de Prata) | Juliane Köhler e Maria Schrader | Venceu    |
| Globo de Ouro 2000      | Melhor filme estrangeiro     |                                 | Indicado  |

## Elenco
- Maria Schrader - Felice Schragenheim (Jaguar)
- Juliane Köhler - Lilly Wust (Aimée)
- Johanna Wokalek - Ilse
- Heike Makatsch - Klärchen
- Elisabeth Degen - Lotte
- Detlev Buck - Günther Wust
- Inge Keller - Lilly Wust (1997)
- Kyra Mladeck - Ilse (1997)
- Sarah Camp - Frau Kappler
- Klaus Manchen - Herr Kappler
- Margit Bendokat - Frau Jäger
- Jochen Stern - Werner Lause

## Sinopse
O filme explora as vidas dos personagens Felice Schragenheim (Maria Schrader), uma judia que assumiu um nome falso e pertencia à resistência alemã, e Lilly Wust (Juliane Köhler), uma mulher casada, mãe de quatro filhos, insatisfeita com seu mulherengo marido, um oficial nazista. 
O filme começa em 1997, com uma Lilly já com 83 anos de vida (interpretada por Inge Keller), que mora num apartamento malconservado que um dia servira como esconderijo da resistência alemã. Levada para um asilo, lá ela reencontra sua antiga empregada Ilse (interpretada por Johanna Wokalek nos anos 1940 e por Kyra Mladeck em 1997), que havia sido presa em 1945.
Em 1943, Felice, que adotara um falso sobrenome e trabalhava como jornalista num jornal nazista, conhece Lilly através de sua amiga e ocasionalmente amante Ilse, que trabalhava como governanta na casa de Lilly. Instantaneamente atraída por Lilly, Felice toma a iniciativa e começa a mandar cartas apaixonadas a Lilly assinando Jaguar, para tristeza de Ilse. Numa tarde fatídica, Felice, Ilse e seus amigos Klara e Lotte são abordados por soldados alemães. Todos conseguem fugir, com exceção de Lotte, que é mortalmente baleada. Os soldados não conseguem achar nenhuma identificação no corpo de Lotte, mas acham uma fotografia sua com Felice. Sentindo-se solitária devido à constante ausência do marido, Lilly se envolve em uma série de romances com outros homens, porém fica desiludida com o último deles, um insensível oficial nazista. Ela se aproxima de Felice, que tenta beijá-la na festa de ano-novo no seu apartamento em Berlim depois que Lilly flagra seu mulherengo marido junto com Ilse. Mas Lilly rejeita Felice. Na manhã seguinte, quando o marido de Lilly tenta a reconciliação, Lilly chega à conclusão de que não o ama, e decide se reconciliar com Felice.
Com seu marido novamente na guerra, Lilly inicia, com Felice, um inseguro porém intenso relacionamento amoroso. O filme mostra tanto encontros eróticos quanto sentimentais poemas de amor (que foram retirados do livro que deu origem ao filme). Durante uma cena de amor, Felice proclama que Lilly é Aimée, e ela mesma é Jaguar. No aniversário de Lilly, Felice e suas amigas fazem uma festa no apartamento de Lilly que acaba em uma orgia lésbica. Lilly sofre ao ver Felice e Ilse bêbadas e se beijando. Durante o resto da festa, Felice rejeita os avanços de Lilly. Na manhã seguinte, o marido de Lilly chega por ter ganho uma folga devido ao aniversário da esposa. Ele fica furioso devido à ocorrência da festa, mas promete perdoar a esposa se o casamento continuar intacto. Lilly o surpreende ao pedir o divórcio. Com medo de que o marido de Lilly possa entregá-las à polícia, Felice e suas amigas deixam de frequentar a casa de Lilly. Triste, Lilly permanece no apartamento. Eventualmente, manda os filhos para longe, onde estarão mais seguros. Depois de várias semanas, Felice visita Lilly, o que deixa esta furiosa. Felice revela que é judia e que temia por sua vida. As duas, então, fazem as pazes.
Depois do Atentado de 20 de Julho, Felice e suas amigas temem por suas vidas e planejam fugir da Alemanha antes que sejam pegas. No último momento, Felice decide ficar apesar do perigo, somente para ficar perto de Lilly. Depois de passar um dia no campo, as duas retornam ao apartamento de Lilly, onde Felice é capturada pela Gestapo, que usa a foto de Felice e Lott para identificar Felice. Felice é enviada para o campo de concentração de Theresienstadt. De lá, Felice consegue se corresponder com Lilly, mas todo o contato é perdido a partir do final de 1944.